# Alejandro Domínguez (dirigente esportivo)
Alejandro Guillermo Domínguez Wilson–Smith (Assunção, 25 de janeiro de 1972) é um empresário e dirigente esportivo paraguaio, ex-presidente da APF (Associação Paraguaia de Futebol) e atual presidente da Confederação Sul-Americana de Futebol (CONMEBOL), cargo que ocupa há mais de oito anos.

## Biografia
Nascido em Assunção, Paraguai, e formado em economia pela Universidade do Kansas, nos Estados Unidos, a carreira de Alejandro Domínguez no meio esportivo se deu através de seu pai, Oswaldo Domínguez Dibb, presidente do Olimpia por dois mandatos, tendo Alejandro como membro do conselho de administração do clube entre 1995 e 1996, e vice-presidente entre 2004 e 2006. No ano seguinte (2007) tornou-se o primeiro vice-presidente da AFP, cargo que ocupou até 2014, quando o então presidente da associação, Juan Angel Napout, foi eleito presidente da CONMEBOL. Desta forma, Domínguez tomou posse como presidente da entidade.

### Escândalo de corrupção na FIFA
Em 2015, o Ministério Público dos Estados Unidos, através de seu departamento de inteligência, o FBI, apurou uma série de casos de corrupção por parte de funcionários e dirigentes ligados a FIFA e a outras associações, como a Confederação Sul-Americana de Futebol, através de seus ex-presidentes Nicolás Leoz, Eugênio Figueiredo e o então presidente Juan Angel Napout. No dia 3 de dezembro, Napout foi preso preventivamente pela polícia da Suíça a pedido do Departamento de Justiça dos Estados Unidos, para fins investigativos, sendo impedido depois desses eventos de cumprir suas funções como presidente da entidade sul-americana. Após Napout renunciar no dia 11 de dezembro, quem assumiu o cargo em caráter interino foi o uruguaio Wilmar Valdez, então presidente da AUF (Associação Uruguaia de Futebol) e um dos vice-presidentes da CONMEBOL, tendo permanecido no cargo até que fossem convocadas novas eleições.

### Presidente da CONMEBOL
Em dezembro de 2015, o Comitê Executivo da CONMEBOL definiu que as eleições para a escolha do novo presidente seriam realizadas em 26 de janeiro de 2016. Duas candidaturas foram apresentadas, uma do então presidente, Wilmar Valdez, e outra do então presidente da Associação Paraguaia de Futebol, Alejandro Domínguez, sendo que no dia anterior as eleições, Valdez retirou sua candidatura, tornando assim Domínguez candidato único. No dia 26 de janeiro de 2016, Alejandro Domínguez foi aclamado presidente da entidade, recebendo o voto das dez federações membros da CONMEBOL, tendo como vices o colombiano Ramón Jesurun Franco (primeiro vice-presidente) e o equatoriano Laureano González (segundo).

### Analogia com teor racista ao Brasil
No dia 18 de março de 2025, durante o sorteio da fase de grupos da Copa Libertadores da América, realizado em Luque, Domínguez fez uma declaração polêmica ao ser questionado sobre a possibilidade de uma Libertadores sem clubes brasileiros. O dirigente comparou a situação ao personagem Tarzan sem a chimpanzé Chita, uma analogia que gerou forte repercussão negativa. A fala foi amplamente criticada por autoridades brasileiras, incluindo os Ministérios do Esporte, da Igualdade Racial e das Relações Exteriores, que repudiaram as declarações nos termos mais enfáticos. Jogadores da Seleção Brasileira também se manifestaram, destacando a necessidade de ações mais efetivas contra o racismo no futebol. Em resposta à controvérsia, Domínguez publicou uma nota pedindo desculpas e reafirmando seu compromisso com um futebol mais justo e livre de discriminação.